# تک ماهیندرا
تک ماهیندرا (انگلیسی: Tech Mahindra) شرکت فناوری اطلاعات هندی است، که در سال ۱۹۸۶ توسط آناند ماهیندرا تأسیس شد.